# Гацфельдт, Пауль фон
Граф Мельхиор Хьюберт Пауль Густав фон Гацфельдт-Вильденбург (1831—1901) — немецкий дипломат из рода Гацфельдтов.

## Биография
Его мать, графиня София фон Гацфельдт (1805—1881) была известна своей дружбой с Лассалем, который в начале своей общественной деятельности вёл её бракоразводный процесс. Во время этого процесса, в 1846 г., друзья Софии похитили у любовницы графа Гацфельдта, баронессы Мейендорф шкатулку, в которой предполагали найти важные документы. Похищение это («Cassettendiebstal») вызвало большую сенсацию в своё время. Брак был расторгнут в 1851 г. София Гацфельдт принимала живое участие в политической деятельности Лассаля и после его смерти поддерживала его единомышленников.
Пауль фон Гацфельдт был германским посланником в Мадриде и Константинополе, где вёл переговоры великих держав с Портой по вопросу о Дульциньо и о пограничном споре между Турцией и Грецией. Благодаря его настояниям султан издал фирман, дозволивший пергамские раскопки.
В 1881 г. назначен статс-секретарём германского министерства иностранных дел, а с 1885 г. состоял германским послом в Лондоне.